# Kedar Williams-Stirling
Kedar Williams-Stirling (London, 1994. december 14. –) brit színész.
Legismertebb alakítása Tom Okanawe 2012 és 2014 között a Wolfblood című sorozatban, majd a Szexoktatás című sorozatban Jackson Marchetti volt.

## Fiatalkora
Williams-Stirling Londonban született. Általános iskolában színdarabokban vett részt. A Barbara Speake Színházi Iskolában, majd az Italia Conti Színházművészeti Akadémiára járt.

## Pályafutása
Williams-Stirling szerepelt a Shank és a Montana című filmekben. Főszerepet játszott a CBBC Wolfblood című televíziós sorozatában is.
2018 májusában szerepet kapott a Netflix Szexoktatás című sorozatában.

## Filmográfia

### Filmek
| Év   | Magyar cím | Eredeti cím          | Szerep  | Magyar hang |
| ---- | ---------- | -------------------- | ------- | ----------- |
| 2019 |            | Changeland           | Marc    |             |
| 2018 |            | Two Graves           | Barry   |             |
| 2016 |            | Elderflower          | Tony    |             |
| 2014 |            | Montana              | Lorenzo |             |
| 2013 |            | You Are Me           | Dan     |             |
| 2011 |            | Drink, Drugs and KFC | Nathan  |             |
| 2010 |            | Shank                | Junior  |             |

### Televíziós szerepek
| Év        | Magyar cím            | Eredeti cím        | Szerep            | Megjegyzések                               |
| --------- | --------------------- | ------------------ | ----------------- | ------------------------------------------ |
| 2020      |                       | Small Axe          | Clifton           | 1 epizód: Lovers Rock                      |
| 2019–2023 | Szexoktatás           | Sex Education      | Jackson Marchetti | főszereplő magyar hangja Ember Márk        |
| 2017      |                       | Will               | Owen              | 6 epizód                                   |
| 2017      | Halál a paradicsomban | Death in Paradise  | Torey Martin      | 1 epizód: Stumped in Murder                |
| 2016      | Gyökerek              | Roots              | Sitafa            | 1 epizód: Part 1                           |
| 2015      |                       | Ultimate Brain     | önmaga            | 1 epizód: 1.6                              |
| 2014      |                       | Officially Amazing | önmaga            | 1 epizód: 3.2                              |
| 2013      |                       | School for Stars   | önmaga            | 1 epizód: 3.1                              |
| 2012–2014 | Wolfblood             | Wolfblood          | Tom Okanawe       | főszereplő magyar hangja Fehér Balázs Benő |
| 2009      |                       | Doctors            | Richard Cole      | 1 epizód: Art of War                       |
| 2008      | A néma szemtanú       | Silent Witness     | Levi Harris       | 1 epizód: Safe                             |
| 2007      |                       | The Bill           | Adie Mazvidza     | 1 epizód: Back from the Dead               |